# Nokia 7 Plus
Nokia 7 Plus是一款運行Android作業系統的Nokia品牌中的中高階智能手機。由HMD Global公司研发，於2018年2月25日在西班牙巴塞羅那舉辦的MWC世界行動通訊大會 2018上同Nokia 8 Sirocco、Nokia 1和功能手机Nokia 8110 4G同时发布。

## 規格

### 硬件
Nokia 7 Plus配備高通驍龍660處理器，內建4/6GB RAM + 64GB ROM儲存空間，支援MicroSD卡擴充，主鏡頭達1200萬像素 + 1300萬像素ZEISS認證鏡頭，電池容量為3800mAh。
外觀設計採用一體的6000系列鋁合金製成外殼，黑白兩種色系均配搭上銅色點綴，整體科技感強烈。手機正面採用18:9螢幕設計，右上角印有Nokia的品牌logo。

### 軟件
這款手機搭載了Android Oreo作業系統；除了可自Android 8.0更新至Android 8.1外，還可升级至Android 9。

## 發售
Nokia 7 Plus有黑色和白色兩個版本，4GB+64GB版價格為人民幣2299元，6GB+64GB版價格為人民幣2499元。2018年2月26日起，4GB和6GB版同時預售，3月7日在中國市場正式開售。
第一批發售平台在京東商城，3月7日上午10時7分正式發售，10萬部手機在5分鐘內就被搶光，當時預購訂單達到20萬單。
3月15日上午10時零7分，Nokia 7 Plus第二批預售在京東商城和蘇寧易購正式發貨，京東商城3分鐘售罄，蘇寧易購不到2分鐘就買斷貨。

## 外部連結
- （页面存档备份，存于）（简体中文）
- （页面存档备份，存于）（繁體中文）
- （页面存档备份，存于）（繁體中文）